# كلوريد الزركونيل
كلوريد الزركونيل مركب كيميائي لاعضوي صيغته الكيميائية ZrOCl2، ويوجد على هيئة مسحوق بلوري أبيض، والذي يوجد في الشروط العادية على الشكل المائي ZrOCl2·8H2O

## التحضير
يحضر هذا المركب من تفاعل حلمهة كلوريد الزركونيوم الرباعي، أو من معالجة ثنائي أكسيد الزركونيوم بحمض الهيدروكلوريك.

## الخواص
يوجد المركب في الشروط القياسية على هيئة صلب بلوري أبيض، ولديه انحلالية جيدة في الماء. يتبنى المركب بنية رباعية الوحدات تتصل فيها أربع ذرات الزركونيوم بربيطات جسرية من الهيدروكسيد وتكون محاطة بأيونات الكلوريد؛ ويتبلور المركب وفق نظام بلوري رباعي.